# Roche-la-Molière
Roche-la-Molière est une commune française située dans le département de la Loire en région Auvergne-Rhône-Alpes.

## Géographie
Roche-la-Molière est située à 6 km de l'hôtel de ville de Saint-Étienne.
Liant les deux parties de Saint-Étienne, Roche est constituée de plusieurs quartiers parmi lesquels la Cité de Beaulieu, Côte Durieux, L'Écho, Le Pontin, La Varenne, Grangeneuve…
La ville est traversée par deux cours d'eau, l'Égotay et le Lizeron qui rejoint la Loire par la retenue de Grangent.
Le territoire communal se trouve au-dessus du bassin houiller de la Loire.
La superficie de la commune est de 17,44 km2 ; son altitude varie de 469  à   700 mètres.
| Saint-Étienne (Saint-Victor-sur-Loire) | Saint-Genest-Lerpt     |               |
| Unieux                                 | Roche-la-Molière       | Saint-Étienne |
| Firminy                                | Le Chambon-Feugerolles | La Ricamarie  |

### Climat
Pour des articles plus généraux, voir Climat d'Auvergne-Rhône-Alpes et Climat de la Loire.
En 2010, le climat de la commune est de type climat des marges montargnardes, selon une étude du Centre national de la recherche scientifique s'appuyant sur une série de données couvrant la période 1971-2000. En 2020, Météo-France publie une typologie des climats de la France métropolitaine dans laquelle la commune est exposée à un climat de montagne ou de marges de montagne et est dans la région climatique Nord-est du Massif Central, caractérisée par une pluviométrie annuelle de 800 à 1 200 mm, bien répartie dans l’année.
Pour la période 1971-2000, la température annuelle moyenne est de 10,3 °C, avec une amplitude thermique annuelle de 16,6 °C. Le cumul annuel moyen de précipitations est de 768 mm, avec 8,7 jours de précipitations en janvier et 6,6 jours en juillet. Pour la période 1991-2020, la température moyenne annuelle observée sur la station météorologique de Météo-France la plus proche, « Saint-Étienne », sur la commune de Saint-Étienne à 5 km à vol d'oiseau, est de 11,4 °C et le cumul annuel moyen de précipitations est de 793,9 mm,. Pour l'avenir, les paramètres climatiques de la commune estimés pour 2050 selon différents scénarios d'émission de gaz à effet de serre sont consultables sur un site dédié publié par Météo-France en novembre 2022.
| Mois                                  | jan.           | fév.           | mars           | avril         | mai          | juin          | jui.         | août          | sep.          | oct.          | nov.          | déc.           | année      |
| ------------------------------------- | -------------- | -------------- | -------------- | ------------- | ------------ | ------------- | ------------ | ------------- | ------------- | ------------- | ------------- | -------------- | ---------- |
| Température minimale moyenne (°C)     | 0,2            | −0,1           | 2,5            | 5,8           | 9,1          | 13,1          | 14,7         | 14,2          | 11            | 8,3           | 4,2           | 1,1            | 7          |
| Température moyenne (°C)              | 3              | 3,4            | 7,1            | 10,8          | 14,1         | 18,6          | 20,5         | 19,9          | 16,1          | 12,2          | 7,4           | 4,1            | 11,4       |
| Température maximale moyenne (°C)     | 5,9            | 6,9            | 11,6           | 15,8          | 19,1         | 24            | 26,3         | 25,6          | 21,3          | 16,2          | 10,6          | 7,1            | 15,9       |
| Record de froid (°C) date du record   | −12,9 13.01.03 | −15,6 05.02.12 | −16,5 01.03.05 | −4,5 08.04.21 | 0,1 06.05.10 | 4,4 02.06.06  | 7,4 10.07.07 | 7,4 31.08.06  | 2,1 27.09.10  | −5 26.10.03   | −8,7 28.11.13 | −11,1 26.12.10 | −16,5 2005 |
| Record de chaleur (°C) date du record | 18,2 10.01.15  | 20,9 23.02.20  | 24 30.03.21    | 27,8 22.04.18 | 32 13.05.15  | 36,8 27.06.19 | 39 07.07.15  | 38,6 24.08.23 | 33,5 05.09.23 | 29,9 02.10.23 | 23,1 02.11.20 | 18,3 05.12.06  | 39 2015    |
| Précipitations (mm)                   | 41,8           | 38,7           | 39,7           | 62,7          | 83,7         | 80,6          | 78,7         | 79,4          | 65,1          | 81            | 87,1          | 55,4           | 793,9      |

## Urbanisme

### Typologie
Au 1er janvier 2024, Roche-la-Molière est catégorisée ceinture urbaine, selon la nouvelle grille communale de densité à sept niveaux définie par l'Insee en 2022.
Elle appartient à l'unité urbaine de Saint-Étienne, une agglomération inter-départementale regroupant 32  communes, dont elle est une commune de la banlieue,,. Par ailleurs la commune fait partie de l'aire d'attraction de Saint-Étienne, dont elle est une commune du pôle principal,. Cette aire, qui regroupe 105 communes, est catégorisée dans les aires de 200 000 à moins de 700 000 habitants,.

### Occupation des sols
L'occupation des sols de la commune, telle qu'elle ressort de la base de données européenne d’occupation biophysique des sols Corine Land Cover (CLC), est marquée par l'importance des territoires agricoles (61,6 % en 2018), en diminution par rapport à 1990 (70,5 %). La répartition détaillée en 2018 est la suivante : 
prairies (50,8 %), zones urbanisées (18,2 %), zones agricoles hétérogènes (10,8 %), forêts (8,5 %), zones industrielles ou commerciales et réseaux de communication (8 %), mines, décharges et chantiers (3,7 %). L'évolution de l’occupation des sols de la commune et de ses infrastructures peut être observée sur les différentes représentations cartographiques du territoire : la carte de Cassini (XVIIIe siècle), la carte d'état-major (1820-1866) et les cartes ou photos aériennes de l'IGN pour la période actuelle (1950 à aujourd'hui).

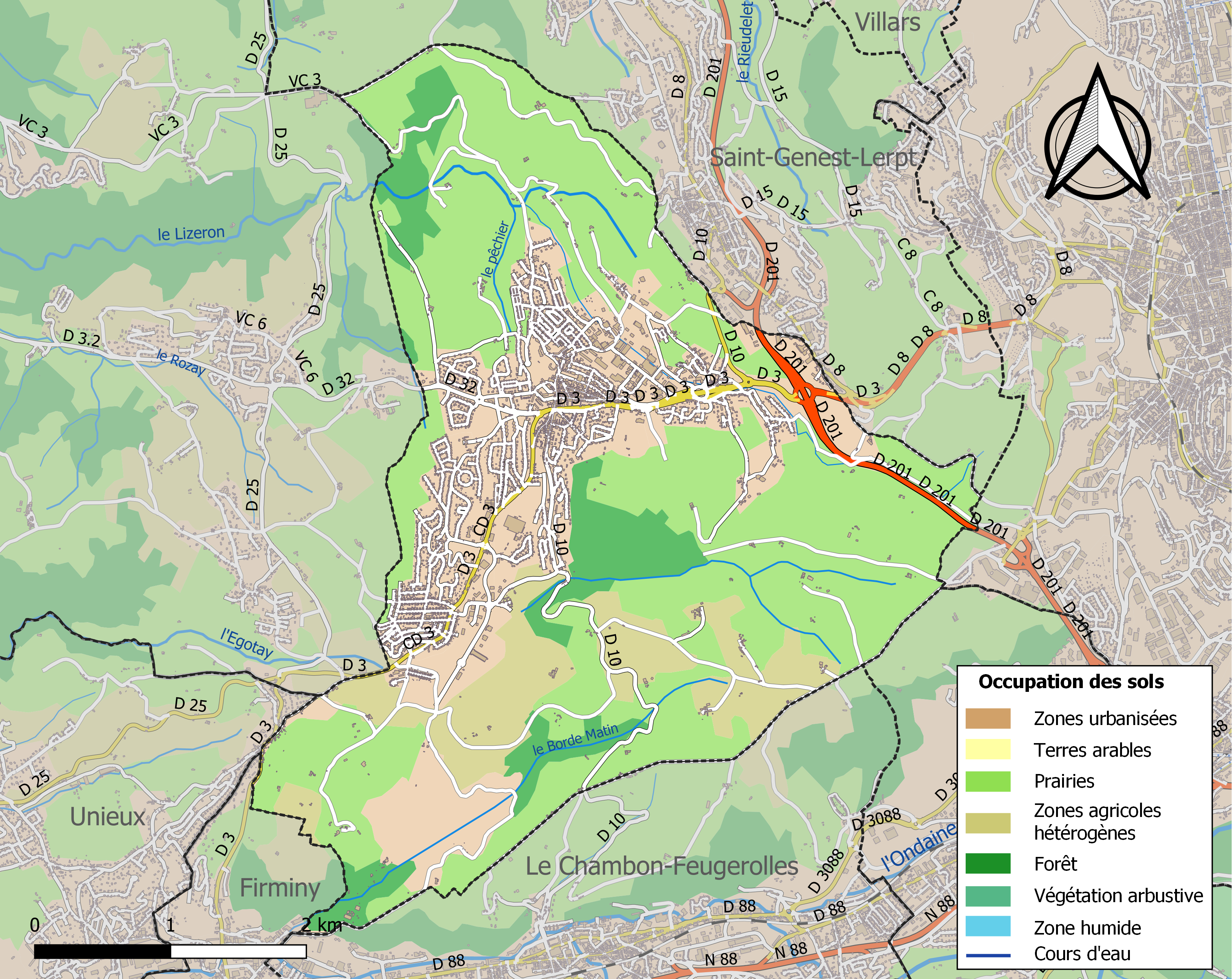
Carte des infrastructures et de l'occupation des sols de la commune en 2018 (CLC).

## Histoire

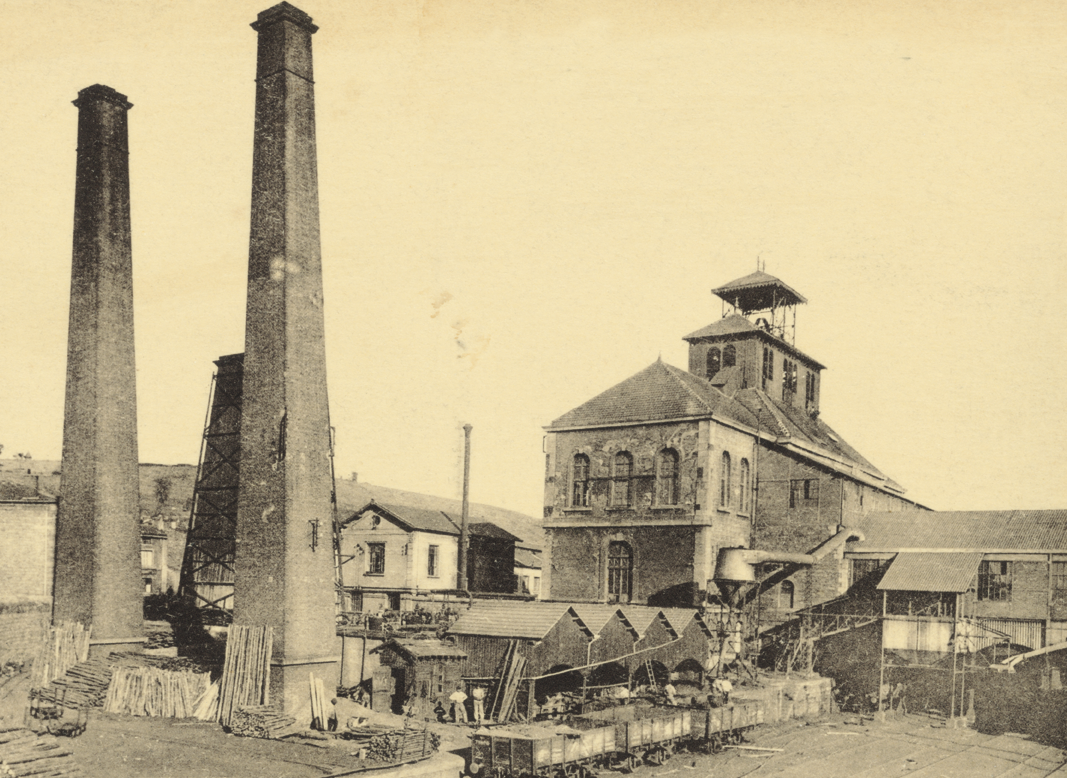
Puits du Sagnat.

La permutation de 1173 entre le comte de Forez et l'Église de Lyon indique que quiconque aura le château de Roche devra hommage lige et fidélité au comte.
La charte du Forez n°1576 de 1202 indique que le prieur percevra 3 deniers sur chaque molière qui serait ouverte et Gaudemar (de Jarez) aura le quart.
Roche ne deviendra Roche-la-Molière qu’en 1225, nommée ainsi  dans une charte n° 901 datant de 1225 ou apparaît le nom composé complet, associé à l’église, sous la forme d’« ecclesia de Rochi la Moleri ».
Il est mentionné,  dans l’ouvrage de La Tour de Varan, que ce château est bâti sur une butte de grès, « percée de larges et profondes galeries » dont on peut voir l’endroit d’où étaient tirées les meules.
Louis Grüner (Grüner, Louis Emmanuel, 1809-1883) , dans son ouvrage, Bassin houiller de la Loire, publié en 1882 nous informe sur les carrières de pierres entre le bourg de Roche et Frécon.”  L'affleurement du Peyron se voit à peu de distance au-dessus du banc de grès que l'on exploite, pour meulières et pierres de taille, dans plusieurs grandes carrières, situées entre le hameau de Frécon et le bourg de Roche."
Les dernières recherches en archives et prospections archéologiques pédestres à travers le territoire de la commune de Roche-la-Molière permettent d'observer une exploitation meulière intense sur plusieurs sites qui équivalent aujourd'hui une superficie de dix hectares. L'exploitation meulière médiévale pourrait faire suite à une exploitation déjà plus ancienne et se serait poursuivie jusqu'au XIXe siècle, comme le confirme Louis Grüner.[réf. nécessaire]
Des traces d'outils, d'alvéoles (négatif de meule) sont présentes autour du Château, ainsi qu'une exploitation dans le jardin de la "Résidence du parc", confirmant sur,-sous-, cette butte de grès houiller,  une activité meulière importante. Une galerie apparaît sur une photographie aérienne de 1949 (IGN, Remonter le temps), suggérant une activité de taille de grès souterraine.[réf. nécessaire]
« Il serait difficile d'expliquer pourquoi le nom de Roche-la-Molière fut donné à ce château ; il le portait déjà sur la fin du XIIIe siècle. On prétend que la-Molière fut ajouté au nom de Roche, à cause de la grande quantité de meules qui se faisaient dans ce lieu où le gré abonde. D'autres le font venir de molaris qui signifie une crête, une sommité, ce qui pourrait être juste en ce que ce château, élevé sur une roche de gré, domine la campagne. Pour fortifier la première opinion, nous dirons que ce rocher qui supporte le château est percé de larges et profondes galeries, et qu'on reconnaît encore la place d'où furent enlevées des meules. Le seigneur retirait un tribut sur l'exportation de chaque meule, il dut, dans son intérêt, en favoriser l'exploitation, et ce ne serait pas sans raison qu'on aurait ajouté au nom de Roche l'épithète de la-Molière ».
« Molière » pourrait se rapporter au terme meule à cause d'un lieu d'extraction de meules situé sur le territoire de cette commune. Le qualificatif de « molière » se rapporterait plutôt à la qualification de l'éperon rocheux sur lequel le château de Roche-la-Molière a été construit : un éperon rocheux en forme de meule. Il pourrait aussi dériver d'un qualificatif de la pierre extraite, un grès houiller, assez meuble. Les travaux les plus récents indiquent que le toponyme « Molière » fait référence à un terrain humide.
Trois actes des XIVe et XVe siècles témoignent de l'exploitation médiévale réalisée à partir de la surface par décaissements du terrain. Le charbon y apparaît comme un combustible précieux dont l'extraction était imposable et soumise au contrôle des seigneurs de Roche, de Saint-Priest et du comte de Forez.
En 1786, René Eustache d'Osmond achète la concession houillère que Armand Joseph de Béthune avait obtenue sur les mines de Firminy et de Roche-la-Molière. Il se heurte à l'hostilité des propriétaires locaux qui entravèrent l'exploitation.
Au XIXe siècle, l'expédition se faisait à dos de mulet en direction de la Loire par laquelle il était acheminé vers la façade atlantique via les « rambertes » et la région parisienne par le canal de Briare. La Compagnie des Mines de Roche-Firminy fut nationalisée à la libération et les Houillères de la Loire prirent le relais en 1945. L'activité cesse avec la fin de l'activité du puits Charles en 1976.
Roche a un passé de cité ouvrière bâtie sur la mine et le ruban. En lien avec ces activités, une forte population étrangère s'est installée au début du XXe siècle.
Dans la nuit du 4 au 5 juillet 2023, la statue « À nos gueules noires », célébrant le travail des mineurs de Roche, est détruite par des émeutiers. Elle est réédifiée quelques mois plus tard,.

## Démographie
L'évolution du nombre d'habitants est connue à travers les recensements de la population effectués dans la commune depuis 1793. Pour les communes de plus de 10 000 habitants les recensements ont lieu chaque année à la suite d'une enquête par sondage auprès d'un échantillon d'adresses représentant 8 % de leurs logements, contrairement aux autres communes qui ont un recensement réel tous les cinq ans,.

En 2022, la commune comptait 9 853 habitants, en évolution de +1,49 % par rapport à 2016 (Loire : +1,32 %, France hors Mayotte : +2,11 %).
| 1793  | 1800  | 1806  | 1821  | 1831  | 1836  | 1841  | 1846  | 1851  |
| ----- | ----- | ----- | ----- | ----- | ----- | ----- | ----- | ----- |
| 1 362 | 1 031 | 1 247 | 1 435 | 1 289 | 1 486 | 1 640 | 1 749 | 1 805 |

| 1856  | 1861  | 1866  | 1872  | 1876  | 1881  | 1886  | 1891  | 1896  |
| ----- | ----- | ----- | ----- | ----- | ----- | ----- | ----- | ----- |
| 2 547 | 2 353 | 3 070 | 3 288 | 3 843 | 3 939 | 3 875 | 4 386 | 4 789 |

| 1901  | 1906  | 1911  | 1921  | 1926  | 1931  | 1936  | 1946  | 1954   |
| ----- | ----- | ----- | ----- | ----- | ----- | ----- | ----- | ------ |
| 5 517 | 5 803 | 6 113 | 7 393 | 9 570 | 9 658 | 8 836 | 9 916 | 11 035 |

| 1962   | 1968   | 1975  | 1982  | 1990   | 1999   | 2006   | 2011   | 2016  |
| ------ | ------ | ----- | ----- | ------ | ------ | ------ | ------ | ----- |
| 11 086 | 10 614 | 9 893 | 9 211 | 10 103 | 10 083 | 10 365 | 10 316 | 9 708 |

| 2021  | 2022  | - | - | - | - | - | - | - |
| ----- | ----- | - | - | - | - | - | - | - |
| 9 863 | 9 853 | - | - | - | - | - | - | - |

## Jumelages
Sao Bras de Alportel (Portugal)

## Culture locale et patrimoine

### Lieux et monuments
- Église Notre-Dame-de-l'Assomption de l'Essartery.
- Église Saint-Joseph de Cité de Beaulieu.
- Église de la Sainte-Vierge de Roche-la-Molière.
- Le château, complet et préservé, est entièrement restauré. Il est nommé dans l'acte de partage Forez-Lyonnais de 1173. Les Lavieu en sont les premiers propriétaires connus. En 1772, le négociant Jacques Neyron acquiert le domaine, et y fait réaliser d'importants travaux (surtout intérieurs : salons). La ville le récupère en 1951 pour en faire, sur une période très brève, un collège, avant de passer dans le giron de la société d'histoire locale. L'ensemble, aujourd'hui espace culturel (expositions), est constitué d'un vaste parc jalonné de sentiers de promenade, jeux pour enfants et, au fond dans la partie nord : les voûtes, témoins du passé.
- Collège Louis-Grüner.
- ZA Buisson/Galinay/Puits Grüner, au nord vers la rocade.
- ZI Puits Charles, en direction opposée, face à la cité de Beaulieu, route d'Unieux-Firminy.
- Monument aux morts, situé à côté de l'église.

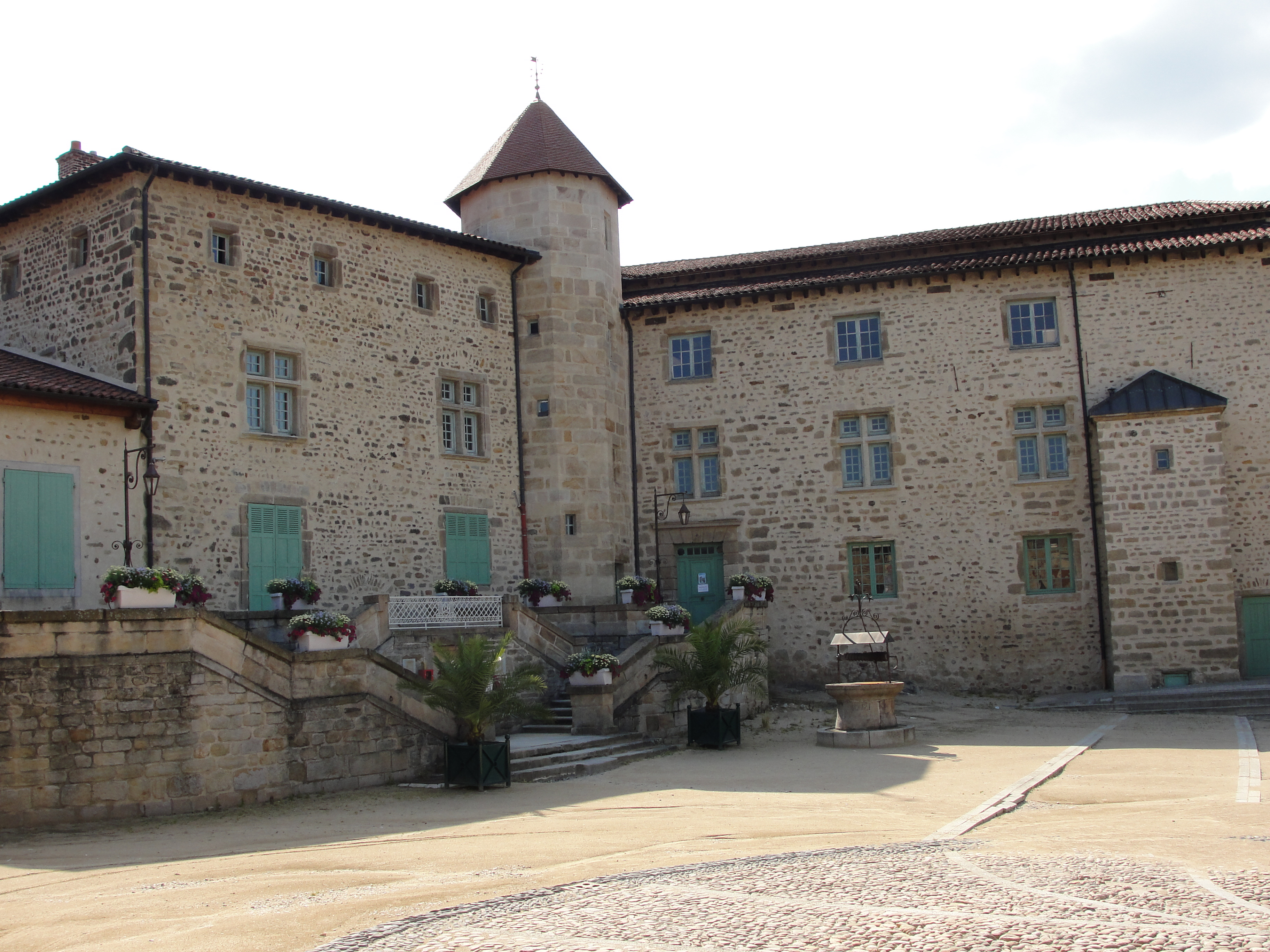
Le Château.
Le monument aux morts.

### Culture

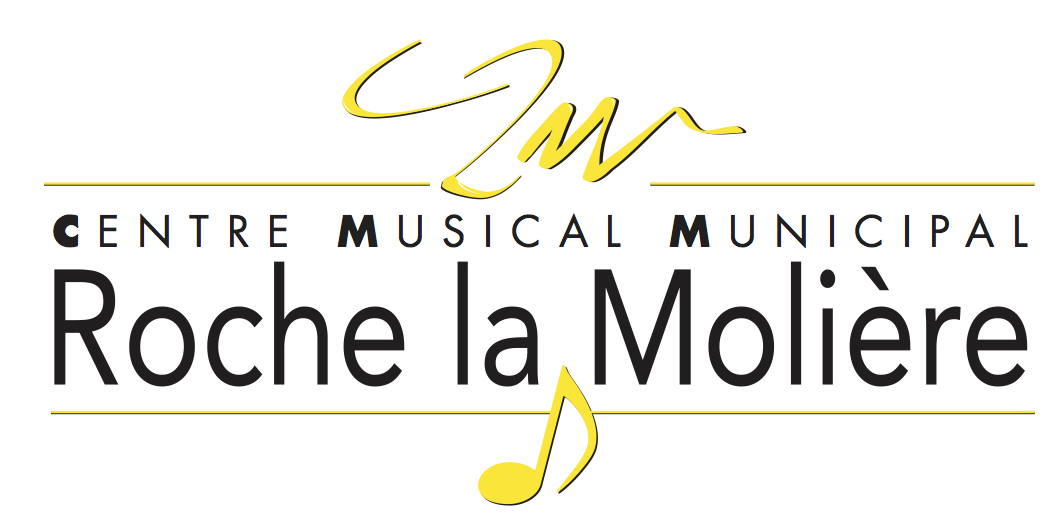
Logo du Centre Musical Municipal de Roche-la-Molière.

- Centre Musical Municipal échange avec le Collège des Arts et de la Culture de Louhansk et la Filarmonica de São Brás de Alportel au Portugal.
- Harmonie des Mineurs, Orchestre de Chambre et Orchestre Fil'Harmonie.
- Ensemble Syrena, danses et chants du folklore polonais, ils se produisent en spectacle depuis 1974.
- Festi'Roche, festival de folklore international. Des groupes professionnels venus d'horizons divers, se produisent depuis 2004.
- Harmonia de Beaulieu, Harmonie musicale franco-polonaise, créée en 1923.
- Musique de folklore Polonais.
- Festival de street art SAFIR (Street Art Festival In Roche La Molière) : réalisation de fresques et de trompe l'œil sur les bâtiments de la ville[41].

### Tissu industriel
- Possehl Electronics France
- SAFRAN Aerosystems, équipementier aéronautique
- Carbon, photovoltaics made in France

### Sports
- 24 heures de Roche-la-Molière, épreuve annuelle de course à pied sur route.
- Jeu de sarbacane
- Rugby
- Amicale Laïque de Roche la Molière
- Espérance sportive de Roche
- Handball Roche St-Genest
- Polonia Beaulieu foot
- FC Roche St Genest
- Cyclo club Roche
- FC Côte Durieux (football et korfbal)
- Centre de tir Rouchon

### Personnalités liées à la commune
- Jean Colly (1858-1929), mineur, ouvrier, homme politique, né à Roche-la-Molière.
- Joseph Sanguedolce (1919-2010), mineur, résistant, homme politique, inhumé à Roche-la-Molière. Une rue porte son nom.
- Stéphane Klimek (1927-2019), coureur cycliste, né et mort à Roche-la-Molière.
- Georges Peyroche (1937-), ancien footballeur international de l'ASSE et ancien entraineur du PSG, né à Roche-la-Molière.
- Fernand Barek (1942-), footballeur, né à Roche-la-Molière.
- Difool (1969), animateur radio a grandi dans la commune[42].
- Hérita Ilunga (1982-), footballeur professionnel, a vécu à Roche-la-Molière[43].
- Alexandra Louison (1982-), triathlète et duathlète, championne de France de duathlon courte distance et longue distance et vainqueur sur triathlon Ironman, née à Roche-la-Molière[43].

### Héraldique
|  | Les armoiries de Roche-la-Molière se blasonnent ainsi : D’or à la bande engrêlée de sable. Blason des Lavieu de Roche la Molière. |